# André St-Laurent
André Saint-Laurent (né le 16 février 1953 à Rouyn-Noranda, ville de la province de Québec au Canada) est un ancien joueur canadien de hockey sur glace.

## Carrière

### Les débuts
En février 1957, la famille St-Laurent déménage à Belœil. À la venue du huitième et dernier-né, André passe des vacances chez son parrain Lionel qui demeure à Ottawa. Pour ses cinq ans, André reçoit sa première paire de patins et pour lui, dès cet instant, commence une merveilleuse aventure.
De retour à Belœil, il se rend à la patinoire extérieure Ste-Maria Goretti, rue Hertel, à chaque fois qu’il en a l’occasion, pour pratiquer sa nouvelle passion qui est le hockey. Chez les St-Laurent, le hockey est une passion de famille. Son père, ses oncles, ses frères et cousin ont tous la fièvre du hockey.
Il découvre par le biais de la télévision à l’âge de six ans que son oncle Dollard St-Laurent joue au hockey avec les Canadiens de Montréal et dès cet instant, il décide de suivre les traces de son oncle, dans le monde du hockey professionnel. Tout en suivant la carrière de son oncle, il pratique son sport où il développe son talent et ses habilités.
C’est grâce aux bénévoles et à l’association du hockey mineur de Beloeil qu'il gravit les divisions de Peewee pour être repêché par l'équipe de St-Victor de Montréal avec laquelle il remporte le championnat provincial junior B en 1969-70.
Ensuite, André St-Laurent est repêché par le Canadien junior de Montréal de l'Association de hockey de l'Ontario, aujourd'hui Ligue de hockey de l'Ontario. Il y joue pendant trois saisons pour un total de 187 parties, 83 buts, 109 aides et un  total de 192 points.
Le repêchage amateur de la Ligue nationale de hockey 1973 a lieu le 15 mai 1973 à l'hôtel de Mont-Royal à Montréal. Il s'agissait du onzième repêchage amateur de la ligue, et seulement la seconde fois que le lieu choisi n'était pas l’Hôtel Reine Élisabeth de Montréal. De plus, c'était la première fois que la journée était entièrement consacrée à l'événement.
La vedette du repêchage est le joueur des 67's d'Ottawa, Denis Potvin, qui est vu à l'époque comme le futur Bobby Orr. Les Canadiens de Montréal font alors tout pour pouvoir choisir en premier. Le premier choix appartient aux Islanders de New York et Bill Torrey, directeur général de la franchise, n'accepte aucun compromis et Potvin devient une des bases de la franchise dans les années suivantes.
André St-Laurent est tout de même sélectionné à ce repêchage par les Islanders, en quatrième ronde et 49e choix au total. La même année, il est sélectionné au repêchage de l’Association mondiale de hockey  et ce, en 8e ronde et 96e choix au total.

### Carrière dans la LNH
André St-Laurent commence sa carrière dans la Ligue nationale de hockey le 27 octobre 1973, avec les Islanders, dans une partie contre les Rangers de New York au Nassau Veterans Memorial Coliseum, patinoire locale des Islanders. Il partage sa première saison de hockey professionnel entre les Islanders de New York et les Wings de Fort Worth de la Ligue centrale de hockey.
Durant les saisons 1974-1975 et 1975-1976 avec les Islanders, il forme un trio avec Garry Howatt et Bob Nystrom, ligne surnommée la « Commotion Line ».
Le 20 octobre 1977, les Islanders échangent André St-Laurent au Red Wings de Détroit en retour de Michel Bergeron. Il y joue deux saisons, pour 49 buts et 70 assistances. Durant la saison 1977-1978, il est nommé joueur de la semaine dans la LNH à la dernière semaine de janvier 1978. Le 22 août 1979, il est envoyé aux Kings de Los Angeles.
Durant le camp d’entraînement pour la saison 1980-1981 des Kings, André se blesse au dos avec une rupture d’un disque, et en résulte une opération chirurgicale, le 31 octobre 1980. Il manque également une bonne partie de la saison 1981-1982 avec des douleurs au dos et est placé sous traction en décembre 1980.
À son retour, il partage ses dernières saisons sur le sol nord-américain avec les Kings, les Penguins de Pittsburgh, les Red Wings de Détroit, les Appolos de Houston dans la Ligue centrale de hockey (LCH), les Texans de Fort Worth (LCH), les Nighthawks de New Haven dans la Ligue américaine de hockey et les Red Wings de l'Adirondack (LAH).
Il termine sa carrière de hockey professionnel en Europe, il joue en Suède à Ängelholm, puis en France à Rouen, Clermont, pour terminer à Bordeaux. Il prend sa retraite du hockey professionnel en 1990.
Durant sa carrière dans la LNH, il a joué 644 parties en saison régulière, et a endossé le numéro 21 avec les Islanders, les numéros 16 et 34 avec les Red Wings de Détroit, le numéro 15 avec les Kings de Los Angeles et le numéro 34 avec les Penguins de Pittsburgh. Il a compté 129 buts et 187 assistances pour 316 points. Durant les séries éliminatoires, il a marqué 8 buts et 12 passes pour 20 points. Il n’a jamais remporté la Coupe Stanley.
Après ses 17 années de hockey professionnel, André St-Laurent revient dans la région de Beloeil pour s’y établir en permanence. La Ville de Beloeil, en son honneur, nomme l’aréna local, l’aréna André St-Laurent.

## Statistiques de carrière
| Saison     | Équipe                        | Ligue        |     | Saison régulière | Saison régulière | Saison régulière | Saison régulière | Saison régulière |   | Séries éliminatoires | Séries éliminatoires | Séries éliminatoires | Séries éliminatoires | Séries éliminatoires |
| Saison     | Équipe                        | Ligue        | PJ  | B                | A                | Pts              | Pun              | PJ               | B | A                    | Pts                  | Pun                  |                      |                      |
| 1970-1971  | Canadiens Juniors de Montréal | AHO          | 60  | 13               | 27               | 40               | 127              | 11               | 2 | 6                    | 8                    | 55                   |                      |                      |
| 1971-1972  | Canadiens Juniors de Montréal | AHO          | 63  | 18               | 34               | 52               | 161              |                  |   |                      |                      |                      |                      |                      |
| 1972-1973  | Bleu-Blanc-Rouge de Montréal  | LHJMQ        | 64  | 52               | 48               | 100              | 245              | 4                | 1 | 2                    | 3                    | 0                    |                      |                      |
| 1973-1974  | Islanders de New York         | LNH          | 42  | 5                | 9                | 14               | 18               |                  |   |                      |                      |                      |                      |                      |
| 1973-1974  | Wings de Fort Worth           | LCH          | 32  | 14               | 19               | 33               | 53               | 5                | 2 | 2                    | 4                    | 12                   |                      |                      |
| 1974-1975  | Islanders de New York         | LNH          | 78  | 14               | 27               | 41               | 60               | 15               | 2 | 2                    | 4                    | 6                    |                      |                      |
| 1975-1976  | Texans de Fort Worth          | LCH          | 3   | 1                | 2                | 3                | 2                |                  |   |                      |                      |                      |                      |                      |
| 1975-1976  | Islanders de New York         | LNH          | 67  | 9                | 17               | 26               | 56               | 13               | 1 | 5                    | 6                    | 15                   |                      |                      |
| 1976-1977  | Islanders de New York         | LNH          | 72  | 10               | 13               | 23               | 55               | 12               | 1 | 2                    | 3                    | 6                    |                      |                      |
| 1977-1978  | Islanders de New York         | LNH          | 2   | 0                | 0                | 0                | 2                |                  |   |                      |                      |                      |                      |                      |
| 1977-1978  | Red Wings de Détroit          | LNH          | 77  | 31               | 39               | 70               | 108              | 7                | 1 | 1                    | 2                    | 4                    |                      |                      |
| 1978-1979  | Red Wings de Détroit          | LNH          | 76  | 18               | 31               | 49               | 124              |                  |   |                      |                      |                      |                      |                      |
| 1979-1980  | Kings de Los Angeles          | LNH          | 77  | 6                | 24               | 30               | 88               | 4                | 1 | 0                    | 1                    | 0                    |                      |                      |
| 1980-1981  | Texans de Fort Worth          | LCH          | 12  | 1                | 14               | 15               | 36               |                  |   |                      |                      |                      |                      |                      |
| 1980-1981  | Apollos de Houston            | LCH          | 3   | 1                | 0                | 1                | 4                |                  |   |                      |                      |                      |                      |                      |
| 1980-1981  | Kings de Los Angeles          | LNH          | 22  | 10               | 6                | 16               | 63               | 3                | 0 | 1                    | 1                    | 9                    |                      |                      |
| 1981-1982  | Nighthawks de New Haven       | LAH          | 28  | 7                | 9                | 16               | 58               |                  |   |                      |                      |                      |                      |                      |
| 1981-1982  | Kings de Los Angeles          | LNH          | 16  | 2                | 4                | 6                | 28               |                  |   |                      |                      |                      |                      |                      |
| 1981-1982  | Penguins de Pittsburgh        | LNH          | 18  | 8                | 5                | 13               | 4                | 5                | 2 | 1                    | 3                    | 8                    |                      |                      |
| 1982-1983  | Penguins de Pittsburgh        | LNH          | 70  | 13               | 9                | 22               | 105              |                  |   |                      |                      |                      |                      |                      |
| 1983-1984  | Penguins de Pittsburgh        | LNH          | 8   | 2                | 0                | 2                | 21               |                  |   |                      |                      |                      |                      |                      |
| 1983-1984  | Red Wings de Détroit          | LNH          | 19  | 1                | 3                | 4                | 17               |                  |   |                      |                      |                      |                      |                      |
| 1983-1984  | Red Wings de l'Adirondack     | LAH          | 50  | 26               | 43               | 69               | 129              | 7                | 4 | 4                    | 8                    | 23                   |                      |                      |
| 1984-1985  | Red Wings de l'Adirondack     | LAH          | 35  | 10               | 23               | 33               | 68               |                  |   |                      |                      |                      |                      |                      |
| 1985-1986  | Rögle BK                      | Allsvenskan  | 32  | 17               | 29               | 46               | 76               | 5                | 1 | 1                    | 2                    | 12                   |                      |                      |
| 1986-1987  | Rouen hockey élite 76         | Division 1   |     |                  |                  |                  |                  |                  |   |                      |                      |                      |                      |                      |
| 1987-1988  | Rouen hockey élite 76         | Ligue Magnus | 24  | 16               | 35               | 51               | 24               |                  |   |                      |                      |                      |                      |                      |
| 1988-1989  | Clermont-Auvergne HC          | Division 1   | 21  | 43               | 29               | 72               | 43               |                  |   |                      |                      |                      |                      |                      |
| 1989-1990  | Boxers de Bordeaux            | Ligue Magnus | 1   | 0                | 0                | 0                | 2                |                  |   |                      |                      |                      |                      |                      |
| Totaux LNH | Totaux LNH                    | Totaux LNH   | 644 | 129              | 187              | 316              | 749              | 59               | 8 | 12                   | 20                   | 48                   |                      |                      |

## Honneurs
- 2002 : Médaille de l'Assemblée nationale[4]